# آبرو (فیلم ۱۹۲۱)
آبرو (انگلیسی: Reputation) یک فیلم صامت آمریکایی در ژانر درام به کارگردانی استوارت پاتون است که در سال ۱۹۲۱ منتشر شد.